# NGC 7662
NGC 7662 (také známá jako Modrá sněhová koule nebo Caldwell 22) je planetární mlhovina v souhvězdí Andromedy vzdálená od Země přibližně 3 900 světelných let. Objevil ji anglický astronom William Herschel 6. října 1784.
Se svou magnitudou 8,3 patří mezi nejjasnější planetární mlhoviny severní oblohy.
Na obloze se nachází v západní části souhvězdí asi 2,5° jihozápadně od hvězdy ι And s magnitudou 4,3.
Magnituda proměnné centrální hvězdy se mění v rozsahu od 12 do 16.
Je to modrý trpaslík se souvislým spektrem a vypočítanou teplotou kolem 75 000 K. Centrální hvězdy v planetárních mlhovinách se řadí mezi nejžhavější hvězdy.
NGC 7662 je mezi amatérskými astronomy oblíbená. Triedrem je vidět jako slabá hvězda. Malý dalekohled ukáže objekt podobný hvězdě s náznakem mlhoviny. Dalekohled o průměru 15 cm při zvětšení kolem 100x ukáže lehce namodralý kotouč, zatímco velké dalekohledy o průměru minimálně 40 cm umožňují pozorovat mírné změny barvy a jasu uvnitř mlhoviny.

## Galerie obrázků

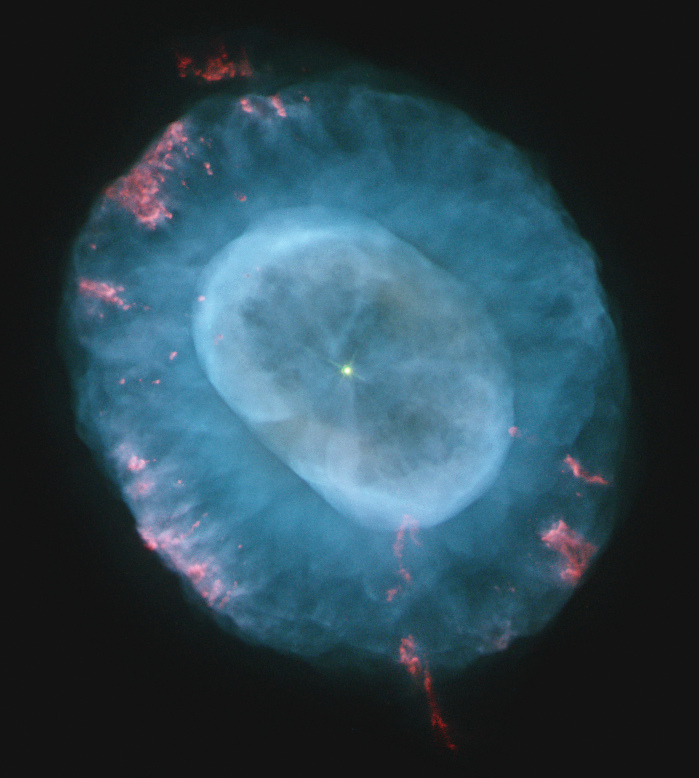
NGC 7662 na snímku HST
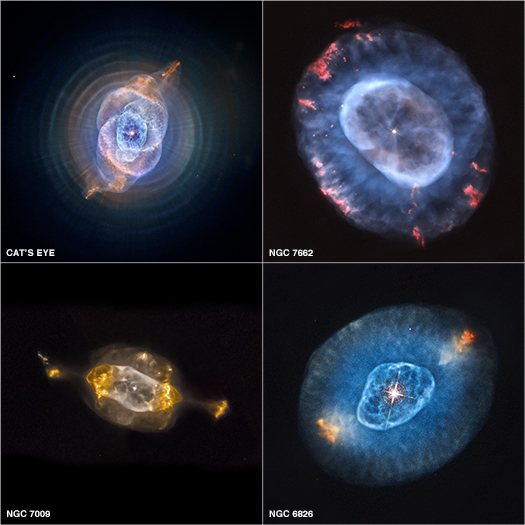
Srovnání čtyř planetárních mlhovin
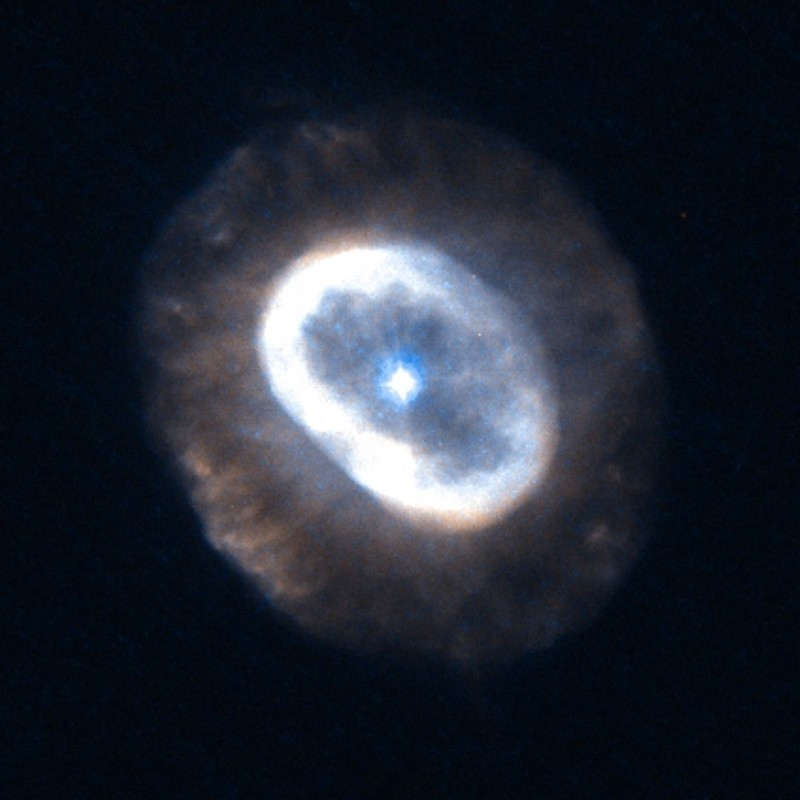
NGC 7662 na snímku HST